# أندريس رودريغيز (كرة سلة)
أندريس رودريغيز (بالإنجليزية: Andrés Rodríguez)‏ مواليد 27 فبراير 1981 في سان خوان، هو لاعب كرة سلة بورتوريكي بدأ مسيرته الاحترافية في سنة 2004. يبلغ طوله 6 قدم 0.5 بوصة (1.8 م). أحرز المركز الثاني في بطولة أمم الأمريكتين لكرة السلة سنة 2013 مع منتخب بلاده.

## فرق لعب لها
- ساسكي باسكونيا
- أوبرادويرو لكرة السلة
- بالونكيستو فوينلابرادا

## روابط خارجية
- أندريس رودريغيز على موقع الاتحاد الدولي لكرة السلة (الإنجليزية)
- أندريس رودريغيز على موقع الدوري الأوروبي لكرة السلة (الإنجليزية)
- أندريس رودريغيز على موقع الدوري الإسباني لكرة السلة (الإسبانية)
- أندريس رودريغيز على موقع كرة السلة الأوروبية.كوم (الإنجليزية)
- أندريس رودريغيز على موقع كلية كرة السلة في سبورتس رفرنس.كوم (الإنجليزية)
- أندريس رودريغيز على موقع ريلجم (الإنجليزية)
- أندريس رودريغيز على موقع بروبوليرز (الإنجليزية)
- أندريس رودريغيز على موقع سبورتس رفرنس (الإنجليزية)